# 902
902 (CMII) var ett normalår som började en fredag i den julianska kalendern.

## Händelser

### Okänt datum
- I den Aghlabidiska dynastin efterträds Ibrahim II ibn Ahmad av Abdullah II ibn Ibrahim.

## Födda
- Eadgifu av Wessex, drottning av västfrankiska riket.

## Avlidna
- 16 december – Wei Yifan, kinesisk kansler.
- Æthelwold ætheling av East Anglia
- Eohric av East Anglia